# Asia Airways

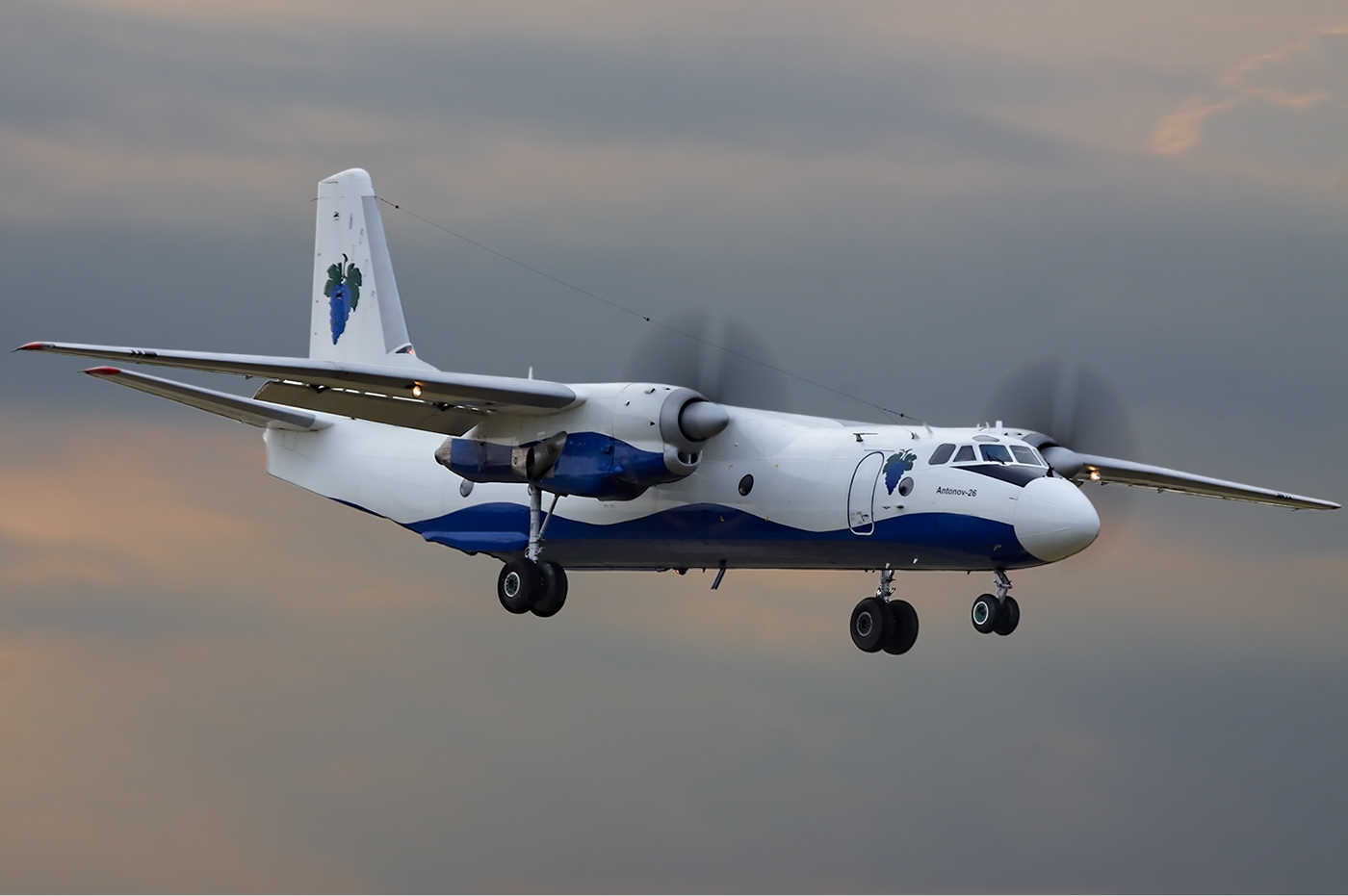
Самолёт Ан-26, принадлежащий Asia Airways.

Asia Airways — таджикистанская частная авиакомпания, основанная в 2007 году. Основным хабом авиакомпании является международный аэропорт «Душанбе». Штаб-квартира авиакомпании находится в столице Таджикистана — Душанбе.
Авиакомпания Asia Airways осуществляет грузовые, пассажирские и чартерные авиаперевозки в основном в города ряда азиатских стран, таких как Афганистан, Иран, Индия, Пакистан, Китай и ОАЭ.
По имеющимся данным, авиакомпания эксплуатирует самолёты Ан-12, Ан-26, Ил-76 и Fokker 50.
Авиакомпания Asia Airways решением Министерства транспорта Республики Таджикистан №5(10.3) - 458 от 20.07.2011 года назначена национальным грузовым авиаперевозчиком (одним из национальных грузовых авиаперевозчиков), активно участвует в различных проектах перевозок. По заданиям правительства республики, самолётами авиакомпании привезено большое количество грузов, в том числе совместно с российской авиакомпанией Волга-Днепр два большегрузных станционных трансформатора по 127 тонн каждый для строительства Сангтудинской ГЭС–2 по маршруту Тегеран–Душанбе.
В ноябре 2015 года зарегистрированный в реестре Asia Airways, но был переданный частной авиакомпании Ala International LTD из Объединенных Арабских Эмиратов самолёт Ан-12 потерпел крушение в Южном Судане. По предварительным данным, самолёт упал при взлете в 800 метрах от взлетно-посадочной полосы. По словам представителя президента Южного Судана, из 18 находившихся на борту Ан-12 выжили трое — все они граждане Южного Судана. Среди погибших оказались граждане России и пять граждан Армении. Также имелись погибшие на земле. По последним данным, спасатели обнаружили на месте крушения тела 36 жертв. Оператором последнего рейса выступала авиакомпания Allied Services Limited, базирующаяся в Южном Судане, и занимающаяся грузовыми перевозками.
Госслужба по надзору и регулированию в области транспорта Таджикистана приостановила полеты Asia Airways после этой авиакатастрофы. В ответ на это, авиакомпания Asia Airways заявила, что «потерпевший крушение в Южном Судане 4 ноября этого года грузовой самолет не затрагивает интересы Таджикистана, так как принадлежит частной авиакомпании «Ala International», не являющейся резидентом Республики Таджикистан». Также в заявлении был сказано, что «потерпевший крушение в Южном Судане самолет эксплуатировался суданской авиакомпанией «Allied Services Limited» по договору с владельцем судна «Аla International». Самолет выполнял полеты под кодами этой компании (ASL)». Также авиакомпанией было заявлено следующее: «В качестве доказательства представляем план предыдущего полета разбившегося судна, выданный компанией «Allied Services Limited». Здесь четко обозначены все детали полета. В графе идентификации воздушного судна стоит код ASL данной компании. Кроме того, на фотографии самолета, которое опубликовано во многих СМИ, заметно, что на воздушное судно нанесены бортовые надписи фактического эксплуатанта компании Allied Services Limited». В заявлении также было сказано, что согласно чикагской  конвенции, а также общих авиационных правил Таджикистана, «выданное свидетельство о государственной регистрации гражданского воздушного судна не является документом удостоверяющим имущественные права собственника воздушного судна. Следовательно, занесение этого самолета в реестр гражданских судов Республики Таджикистан не говорит о том, что владельцем судна являлась компания Asia Airways либо само государство регистрации». Далее в заявлении говорится, что «международное воздушное право не запрещает эксплуатировать самолеты, зарегистрированные не на территории государства, где совершаются полеты. В качестве примера можно привести российские авиакомпании – «Аэрофлот», «Трансаэро», самолеты которых зарегистрированы на Виргинских островах, но летают в России. Таким образом, ни Таджикистан, ни авиакомпания Asia Airways не нарушали требований конвенции и общих авиационных правил Таджикистана».
Кроме того, в заявлении авиакомпании было отмечено, что в международном авиационном законодательстве закреплено право полной либо частичной передачи ответственности за эксплуатацию воздушного судна одной из сторон по договору. «Авиакомпания Asia Airways согласно заключенного договора с владельцем судна полностью передала ответственность за безопасную эксплуатацию воздушного судна, обеспечение безопасности полетов, поддержание летной годности и т.д. компании «Аla International».